# Zagorkinia
Zagorkinia – serbsko-chorwacki demon słowiański, rodzaj wił.
Przybierała kobiecą postać. Jej siedziba znajdowała się w niedostępnych miejscach górskich. 
Zagorkinia stroniła od ludzi, do których zazwyczaj ustosunkowana była nieprzyjaźnie. Jednak udzielała pomocy osobom, które zbłądziły lub uległy wypadkowi w górach.